# THE ビッグオー
『THEビッグオー』（ザ ビッグオー）は、1999年10月13日から2000年1月19日までWOWOWで放送されたロボットアニメ。2003年には続編『THE ビッグオー second season』が放送された。
記憶を失った街「パラダイム・シティ」で、ネゴシエイターとして働く男、ロジャー・スミスと、彼が乗り込む巨大ロボット、ビッグオーの活躍を描く作品。1960年代、1970年代のロボットアニメや特撮へのインスパイアが作品の味となっている。当初は全13話・未完で終わる予定だったが、アメリカでの好評を受けて第2期が製作された。

## ストーリー
今から100年後、かつてマンハッタンと呼ばれていた「記憶喪失の街」パラダイムシティ。この街の住人は、40年前に起きた“何か”によって、パラダイムシティを残し他全ては死滅、そしてそれまでの記憶（メモリー）を「その“何か”に関する事も含めて」全て失っていた。
主人公のロジャー・スミスは、パラダイムシティで凄腕のネゴシエイターとして仕事をしている。だがしかし、そんな街において交渉だけで事が済む場合は少なく、荒っぽい暴力に訴えてくる相手も多い。そんな時、彼はメガデウス・ビッグオーを持ち出し、力に力で対抗する。
first season
ある日、令嬢人質誘拐事件での交渉をロジャーが担当することにより、その令嬢、アンドロイドであるドロシーと知り合う。ビッグオーによってこの事件を解決した後、ドロシーはロジャー邸に住むことになり、二人で行動するようになる。ドロシーの誘拐犯であるベックとは度々顔を合わせることになる因縁の仲となる。
パラダイムシティを支配する電力会社であるパラダイム社に潜伏する謎の女エンジェルはパラダイム社の意向と自身の思惑を絡めつつメモリーを求め、ロジャーに接触してくる。パラダイム社代表アレックスはメモリーを支配下に置くことにより、全てを意のままにしようと、ロジャーを監視する。40年前の真実を求める怪人シュバルツバルトはメガデウスを使って忌まわしい記憶を呼び覚まそうとし、ロジャーと対決。爆破テロによって存在しないはずの「異国」の影もちらつき始める中、連続殺人事件によってロジャー自身もメモリーを持っていたことが明らかとなり、この街の謎と対峙せざるを得なくなる。全てを知っていると思しき引退したパラダイム社会長、ゴードンに話を聞きに行くが、彼はロジャー自身が真実を知るべきだと諭す。そして彼自身も殺されそうになるところをビッグオーの意思により助けられる。その時海の向こうからメガデウスが出現する。ロジャーは自由を守るために、異国のメガデウスに立ち向かう。
second season
ロジャーは異国のメガデウスとの戦闘中、意識を失い異世界を放浪したことで、彼自身が今まで考えることを避けてきたものであるメモリーと向き合うことを決心する。アレックスは新しい部下、アランを傍に置き、ロジャーの行く先々に現れる。メモリーの悪夢におびえ、自身もメモリーを移植された「トマト」に過ぎないかもしれないとの考えはロジャーの自信を失わせる。エンジェルとの関係も縮まるが、ロジャーはドロシーを思うとそれ以上深くなることができず、エンジェルも失望するのだった。廃墟では異国の者達の集会「ユニオン」が招集され、エンジェルとアランはユニオンの一員だったことが発覚。アレックスがユニオンとの契約を反古にしたことに対し、ユニオンのリーダー、ヴェラはメガデウスを使ってパラダイム社に逆襲しようとするが、アレックスの搭乗したビッグファウがそれを一蹴。しかし不完全な状態だった為、暴走する騒ぎが起こる。その後アレックスの目論見によりユニオンはあっという間に崩れ去り、エンジェルは軍警察から追われる身となり、街を放浪する。ビッグファウ再起動にはドロシーが内蔵するコアメモリーが必要なため、ロジャー邸が襲撃され、ドロシーが強奪される。地下ではちっぽけなセットを発見し、世界を信じられなくなったエンジェルの心と共にパラダイムシティも崩壊し始め、正体を現す。ロジャーは地下でゴードン、ヴェラ、エンジェルと再会し、メモリーの意味を知る。ビッグファウで街を再び破壊しようとするアレックスにロジャーは立ち向かうが強化を重ねたビッグファウに圧倒され、海に深く沈む。ドロシーの救助により再起したビッグオーはファイナルステージでビッグファウを半壊せしめるが、まだアレックスは倒れない。その時ビッグヴィヌスが出現し、パラダイムシティを消し去ろうとする。ロジャーはそれがエンジェルであることを認め、彼女に対してこの世界と存在を肯定するよう説得する。思いが通じたのか、パラダイムシティは再生され、ロジャーは交渉人として、ドロシー、エンジェルを伴い仕事をしている。

## 登場人物
ロジャー・スミス（Roger Smith）
声 - 宮本充
本作の主人公。パラダイム・シティ随一のネゴシエイター。25歳独身。かなりの大柄。髪型はオールバック。元パラダイム・シティ軍警察で、退役時は中尉だった。元は銀行だった建物に居を構える。紳士・フェミニストを自負し、彼の屋敷に無条件で入れるのは女性だけ。一見その通りのようだが頭に血が上りやすく、女性に対しても初対面では紳士的だが親しくなっていくにつれ本性が出てくる。ドロシーの無愛想ぶりと目覚めのピアノには閉口している。“彼女”に対しては愛情を抱いており、危機に晒されると激昂する。また危険だと分かっていながらメモリーの交換は行わない。
病的なまでに黒を好み、彼の掲げるルールに則りドロシーやノーマンの服も黒を基調としている。ドロシーからは“服の趣味は最低”と言われる。フォーマルウェアを好むため、黒の背広姿が圧倒的に多く黒手袋をはめる。スラックスにはサスペンダーを着用する。ネクタイは黒地に白いストライプ。“クリスマスプレゼント”を購入しようとしたドロシーがネクタイ探しに苦労していた。ガウンや寝間着までも黒。
性格はへそ曲がり。クライアントの要望には、たとえ殺害され故人となっていても全力で応えるが、物事を強制されること、そして街の支配者たるパラダイム社を何より嫌う。交渉においては武器を一切所持せず、一人で複数の相手をねじ伏せるだけの体術も身につけている。銃は持たない主義。そのせいで劇中何度も危機に陥るが、ドロシーやビッグオーの力で乗り切っている。様々な機能を搭載した愛車「グリフォン」に乗って、仕事現場に向かう。彼だけがドロシーを抱き上げることができたり、鉄の枷を身一つで破壊するなど人間離れした怪力を発揮する描写がある。
砂時計の収集と作成が趣味。料理も行うことがあり、ノーマンを手伝うことも。油絵（肖像画）も描くが作風はモディリアニに酷似している。ウィスキーを愛飲する。ドラマCDによるとナイトキャップはミルクとチョコレートであるという。
ザ・ビッグの一体、ビッグオーを操るメモリーを持つ。危機に際しては腕時計でノーマンに連絡を取りビッグオーを呼び出す。だが、ビッグオーが自らの意志で救援に駆け付けることも。しかし、ビッグオーの備えている機能を全て把握していない。
Act:13のロジャーの悪夢（またはメモリー）の中では大都市を破壊する大量のザ・ビッグのシーンがあり、これがいわゆる「40年前の何か」ではないかと考えられる。40年前若きゴードンと「この世界を演出する存在と交渉する」という契約を交わしており、写真も残っている。物語終盤でその写真を見たロジャー自身が40年間自分がずっと同じ姿であると発言しているが、その理由は自覚しておらず作中深く語られない。機械によるロジャー型アンドロイド大量生産のメモリーから、またロジャーがエンジェルと交渉している時に別の場面でもエンジェルの肩に手を置くロジャーが登場するなど、最も謎多き人物である。
メインライターの小中千昭は彼をフランツ・カフカの作品におけるヨーゼフ・Kだと自身のウェブサイトで述べた。first season制作時から、さとうけいいちが描くロジャーと設定画が乖離しており、毎回作画監督によって顔の造形が微妙に異なっていた。唯一、second season開始にあたりデザインが描きなおされたキャラクターである。
グリフォン（Griffon）
ロジャー専用の自動車。黒塗りの2ドアセダン（クーペにも分類できる形状だが、劇中では「セダン」と呼ばれている）。マニュアルトランスミッション。ロジャーの腕時計から遠隔操作が可能。ミサイルを搭載、グリフォンエンブレムの目が動き、照準にして発射。マシンガン、炸裂弾、盗難除けのガードまで装備。カーナンバーはアニメ版『ルパン三世 カリオストロの城』から。通信傍受、車体の色を赤く変えることまで可能。長大でどこまでも切れないようなデザインである。ボンネットが非常に長く車体の割にキャビンは小さめ。車高もかなり低いが、中の人間が窮屈そうにしている描写はない。
ロジャーの腕時計
携帯通信機。通信中は文字盤の位置に相手の顔が表示される。また、グリフォンの遠隔操作やビッグオーへの命令も可能。更にはアンカーワイヤーを射出することができ、ビッグオーへの乗り込みの際や脱出時に使われる。Act:14で異世界に迷い込んだ際には壊れて文字盤部分が喪失していた。
ロジャーの万年筆
形状記憶型の万能鍵。不法侵入の際に使われるアイテムで、一度目に差し込むと鍵の形状を記憶し、二度目で合い鍵として使用できる。

R・ドロシー・ウェインライト（R. Dorothy Wayneright）
声 - 矢島晶子
本作のヒロイン。少女型アンドロイドであり、透き通るような真っ白な肌で髪は赤毛のボブカットにすわった目つきと青いアイシャドー、棒読み口調が特徴。身長160センチメートル。体重130キログラム。元になったティモシー・ウェインライトの娘と同じく外見年齢18歳。メガデウスに関係するメモリーを隠し持っている。誘拐とそれに続いたティモシー・ウェインライトの殺害をきっかけにロジャー邸の世話係としてノーマンとともに働くようになる。かなりの毒舌家でロジャーに対しては常に批判的。
機械的かつ淡々としている彼女だが、製作者であるウェインライト博士に対しては豊かな表情と笑顔も見せ、歌声も披露した。だが、ロジャー邸の住人になってからは終始無愛想そのもの。しかし、ストーリーが進むに連れて表情が軟らかくなり、ロジャーに対して冗談を言うまでになる。ピアノの演奏が得意だがそのレパートリーは極端なもので、毎朝奏でられるその音色によってロジャーは不快な目覚めを余儀なくされる。子猫を拾って面倒をみたり、子供と遊んでやったりといった人間らしい一面や、エレベーターに乗る際に重量オーバーのブザーを鳴らされて機嫌を損ねたり、囚われの自分を忘れてエンジェルといちゃつくロジャーに嫉妬を伺わせるなど女性らしい一面も見せる。
アンドロイドなので体重はかなり重く磁石にもくっつき、細かな動作に機械音が入る。頭部に服に合わせた色のカチューシャを模したメモリー解析装置を持ち、この部分を光らせてライトがわりに使うこともできる。華奢な見た目とは裏腹に身体機能は非常に高い。ビッグオーの操縦を代行することもある。ベックとは因縁があり劇中二度操られ、ロジャーを殺しかけた。ウェインライト博士も理解していない「コアメモリー」を内蔵している。メガデウスと感応する描写があり、メガデウスが彼女を求めるような描写が散見される。ビッグオーのファイナルステージ起動の為には彼女が必要。
服のサイズは7号。初登場のAct:01においてはエメラルドグリーンのワンピース、Act:02においては真っ赤なドレスを身につけていたが、ロジャー邸の住人となってからは黒の上下に固定される。白いブラウスの胸には青い（時折色が変化する）ブローチをつけている。
ノーマン・バーグ（Norman Burg）
声 - 清川元夢
ロジャー邸執事。身長195センチメートル。54歳。白髪で左目にアイパッチをつける。頭頂部はハゲている。ロジャー邸の家事は全て彼が行っており、またメガデウスを完璧にメンテナンスできるメモリーを持つ。事件云々よりも今夜の夕食やロジャーの帰宅時間を常に気にかけており、万事卒のない彼なしにはロジャー・スミスの生活は成り立たない。「記憶を失う以前から、ロジャー様のお世話をしていた」と語る。整備作業を行う際には右目にモノクルを嵌める。ロジャーと同じタイプの腕時計を身につける。何が起きても動じない冷静な精神の持ち主で、バイクからマシンガンまで、顔色ひとつ変えず自在に操ることができ、ビッグオーの操縦も可能らしい。
軍警察を辞めたロジャーがいかにしてビッグオーを手に入れ、銀行跡の屋敷に暮らすようになったかについて定かではなく、またノーマンがどういった理由と経緯でロジャーに仕えるようになったかは謎（Act:14では、ビッグオーを手に入れたロジャーのもとに強引に押しかけたかのように描写された）。
ダン・ダストン（Dan Dastun）
声 - 玄田哲章
パラダイム・シティ軍警察。身長180センチメートル。47歳。達磨髭で禿頭。頭部には傷跡が残されている。ロジャーの元上司で数少ない友人。性格は無骨で堅物。市民の安全を第一に考えて行動し、現場では先頭に立って指揮を執る。パラダイム社の意向には不満と不信感を募らせながらも渋々従う。Act:01で初登場し、その時点では少佐。Act:12より大佐に昇進している（Act:13,CDドラマでは「少佐」のまま。デスクに置かれたネームプレートもMajor〈少佐〉のまま）。デスクワークの際には眼鏡を着用する。メガデウスでしか解決できない事件に遭遇すると、自分の無力さに苛立ちを覚える。ビッグオーの登場に安堵の表情を浮かべながら、次の瞬間しまったとばかりに顔を歪ませるというのが彼の心情を現す。部下たちには人望があり、Act:26で軍警察を除隊された際には三部隊がエンブレムを外してダストンについていった。
ロジャーに対しては親愛や信頼を寄せつつも、軍警察を見限ったことに強い不満を抱いており、厄介事を巻き起こすネゴシエーターとしては嫌悪あるいは侮蔑している。基本的には協力関係にあり、重要情報をもたらしたり事件現場への立ち入りを認めるなど便宜を取り計らうが、濡れ衣を着せられたロジャーに逮捕命令を出したこともある。デスクには軍警察当時のロジャーと肩を組む写真が飾られている。
エンジェル（Angel）
声 - 篠原恵美
神出鬼没、正体不明の美女。幾度となくロジャーに接触してくる。身長175センチメートル。26歳。髪は長く美しいブロンドで抜群のプロポーションを持つ。その名の通り背中には天使の羽のような傷痕がある。服やイヤリング、愛車、潜入用のライダースーツはピンク色で統一されているが、下着は黒。
Act:03にて「ケーシー・ジェンキンズ」を名乗り依頼人としてロジャーに接触した。Act:04では「パトリシア・ラブジョイ」。このときからパラダイム社との関係を伺わせていたが、いつの間にかアレックスの秘書となる（Act:15の後で解雇された）。登場する度に、思わせぶりな行動をとり、誰も知るはずの無い情報を知っている。Act:20でユニオンのスパイだったことが判明する。いつの間にかロジャーに恋愛感情を意識し始め、アランに襲われているドロシーを助けようとするシーンでは、ロジャーを取り合うライバルとして救う気をなくしてしまう。ユニオンでは340号と呼ばれる。番号の由来は『ウルトラセブン』を参照のこと。監督らは作中の描写に対し、若いスタッフに「ウルトラセブンの友里アンヌ」と指示を与えたが、世代の違いで通じなかったそうである。銃の腕前は確かでロジャーとドロシーがウェインライト邸でRD2に襲撃された際には見事に撃破した。
Act:14にて異世界に迷い込みホームレスさながらのロジャーの前に現れた際には軍服に身を包んで部下を名乗り、ロジャーを「少佐」と呼んでいた。「エンジェル」と呼びかけられたことに対して「不愉快な呼び方」と嫌った。
物語終盤で彼女自身がメモリーだったとゴードンが告げる。「翼をもがれた鳥は、全ての羽が抜け落ち、己が鳥へと進化する以前の、獣へと戻る」とのメッセージを受け、ビッグヴィヌスとしてロジャーの前に立ちはだかる。調整室では涙を流しており、手元に置いてある書物『メトロポリス』の著者名は「Angel Rosewater」と書かれていた。
ビッグイヤー（Big Ears）
声 - 辻親八
ロジャーの馴染みの情報屋。身長170センチメートル。49歳。ユダヤ系。バーの一角に新聞を手に座る。両耳にはイヤホンがはめ込まれており、茶のサングラス、七三分けとアゴを覆う髭が特徴。ロジャーとの付き合いはあくまで仕事の上でのものに過ぎないが、その身を案じるかのような助言をすることもある。
Act:26冒頭でアンドロイドであること、未来の新聞を読んでいたことが判明した。
アレックス・ローズウォーター（Alex Rosewater）
声 - 石塚運昇
パラダイム・シティの一切を取り仕切るパラダイム社の総帥。43歳。ノーネクタイで白いスーツに赤いシャツを着用している。自称「選ばれた人間」で、自社の発展のためには、平気で人を消すこともできる冷酷非道な人間。その反面ビッグファウを模した玩具で戯れるなど、子供のような自己中心的な行動や発言が目立つ。一人称は「僕」、父親に対しての呼び方は「パパ」。彼は自分こそが選ばれた人間だと信じていたが、ゴードンは彼を実験によって得た数多くの子供の一人としてしか接することはなかったため、父子関係に問題を抱えている。
Act:10他、元元老院議員やメモリーを持つ若者をユニオンと結託して殺害。first seasonでは常にフィクサーとしてしか描かれなかったが、second season冒頭から正体を現し、メガデウスへの欲望を露わにする。ユニオンの大使アランを連れ、自分こそがザ・ビッグのドミュナスに相応しいと考え、ロジャーと対立。ロジャーについて「野良犬」と呼ぶ。「女は愚かな生き物だよ」と言って憚らず、ユニオンを「盗賊連合」と罵って裏切り破滅させ、アランをも自滅に追いやり、父親であるゴードンを殺すことにより（未遂に終わる）、ビッグファウによって街を再び破壊し世界の覇者になろうとする。しかし彼もトマト（元元老院議員のメモリーを移植した子供たち）の最後の一組だったことが判明。強烈な劣等感と嫉妬、憎悪を主人公であるロジャーにぶつけ、父親であるゴードンへの恨みを発露するなど、徹底的に男性としての愚かさを強調して描かれる。だが人を見る目はあるようで、Act:04初登場時からロジャーをドミュナスだと知っており「優秀なネゴシエーターらしい」と発言。エンジェルに監視させたり、シュバルツが探すメモリーに対しては法外な金額を提示し、アランに対しては「賢い」、ベックには「優秀」と評し、有能な人間を傍に置きたがる。強化を重ねた自身による最強のメガデウスであるビッグファウによってビッグオーを圧倒するが、最後はビッグヴィヌスに消去された。
ゴードン・ローズウォーター（Gordon Rosewater）
声 - 納谷悟朗
初代パラダイム社社長。パラダイム・シティ郊外に巨大な農園を構える老人。オーバーオールに麦わら帽と農作業スタイルが特徴。
子供たちを集め、元老院議員のメモリーを移植する。天の声により『メトロポリス』を著し、栽培しているトマトを用いて壮大な企みを話す。
40年前、ロジャー・スミスに「この世界を演出する存在と交渉してほしい」と依頼する。認知症を患っている為、言動が不安定。
シュバルツバルト / マイクル・ゼーバッハ（Schwalzwald / Michael Seebach）
声 - 堀勝之祐
元パラダイムプレスの新聞記者。全身が包帯に覆われており目元からは剥き出しの肉が覗く。異様な尖がり頭で左目にはガラスがはめ込まれ、鼻はなく剥き出しの口元は大きく裂けている。尖がり頭を含めた身長は195センチメートル。既婚のドイツ人、二重生活者だったらしい。真実を追い求め「40年前のパラダイム・シティに何が起きたのか」を独自に調査し、数多のメモリーを得ることに成功するが狂気に取り付かれる。地下に秘密を求め、ザ・ビッグのアーキタイプを発掘。その時負った火傷を隠すため、全身を包帯で覆っている。40年前の真実を知らしめるべく、度重なる破壊活動を展開。ロジャー・スミスと対峙することとなる。真実を追い求めた末にザ・ビッグの一体、ビッグデュオを発見する。火にこだわり、自身のアパートや地下宮殿ではロジャーを自分と同じ目に合わせようと引火の下準備を巧みにしており、仮面パーティーでは取り外し不可能な仮面に出火するよう仕掛け、大量の犠牲者を出した。メモリーを思い出したかのようにドイツ語を喋り、短期間でビッグデュオを乗りこなしロジャーの乗るビッグオーを圧倒するだけの操縦技量を持つ。Act:12で再登場する以前に、マイクル・ゼーバッハは既に死んでいたとエンジェルの口から語られているが、亡霊のように幾度となく作中に姿を見せる。シュバルツバルトとはドイツ語で「黒い森」を意味する。片山一良はコミカライズ版の対談の中で「黒い森とはヨーロッパ人の心の中にあるトラウマのようなもので、森を征服したい欲求と森に対する恐怖の葛藤のこと」と語っている。ロジャーは彼について「哀れなる探究者」、アレックスは「哀れな新聞記者」と語る。Act:17以降、顔は黒く塗りつぶされ、実体が無いことを強調されながら、ほぼ語りのみで存在しているという変わったキャラクターである。ホッブズやウィリアム・ブレイクを引用し、リヴァイアサンの出現を預言した。Act:24ではビッグデュオ・インフェルノに憑依しアランを断罪、Act:25において自身が予想だにしなかった「真実」に驚愕、ビッグデュオ・インフェルノと共に「真実」の中（天井の照明）へ消えていった。
ジェイソン・ベック（Jason Beck）
声 - 大塚芳忠
パラダイム・シティに跋扈する犯罪者の1人。身長190センチメートル。22歳。性格は短気で自信家だが時には冷酷な一面も見せる（例としてはソルダーノを殺害するなど）。自身の髪の毛の色と同じ、黄色のスーツ、黄色いネクタイ、黒いシャツを着用しているがドロシーからは「巻き毛の趣味の悪い男」と評される。胸ポケットには櫛型のスタンガンを入れている。キザな伊達男を気取る小悪党ではあるが、インターフェイス関連のメモリーを持つことから技術者としては天才的な手腕を発揮する。しかしこれはアランから言わせれば「お前の持つメモリー。お前が才能と呼ぶもの」に過ぎないらしい。Act:01、Act:02でドロシーの誘拐や大がかりな銀行強盗を企てるがロジャーによって退治され、ダストンに逮捕される。その後はビッグオーとロジャーに恨みを晴らそうと、度々脱獄をして現れる。Act:09では髭を蓄えて登場。Act:14では銀行を自宅だと主張したロジャーの前に銀行頭取として現れ、顧客の前で彼を見せ物にして自分の株を上げていた。後にアレックスにより、ビッグファウの復活のために正式に刑務所から出され、処刑執行書をえさに脅されて協力させられる。アレックスは「優秀な男」と評する。Act:26ではドロシーにビッグオーの最終兵装について教えていた。
過去の因縁からロジャーを「カラス野郎」と詰る。ドロシーの機能についても詳しく、メガデウスの核に利用したり、解析装置に機械を取り付けて操った。ロジャーがビッグオーのドミュナスであることを知ったのはAct:18の冒頭、落雷に当たった時である。ロジャーからは「プロたる自覚なき犯罪者」、「チンピラ」と評されており、何処かコミカルで憎めないキャラとなっている。
ダヴ（Dove）
声 - 千田光男
Act:09から登場したベックの部下。真っ白な顔と真っ赤な唇が特徴。オネエ口調で喋る。ベックのカラーと併せた黄色のスカーフを首に巻く。Act:18では落雷により髪が爆発、赤いスーツを着用している。
T・ボーン（T-bone）
声 - 園部啓一
同じくベックの部下。浅黒い肌で丸顔。眼鏡をかけている。ダヴと同様に黄色のスカーフを首に巻く。Act:18では落雷により髪の毛が逆立ち、緑色のスーツを着用している。
アラン・ゲイブリエル（Alan Gabriel）
声 - 二又一成
Act:14より登場。黒い中折れ帽を被り、極太の白のストライプに黒のスーツ、白ネクタイに赤いシャツを着用し、黄金銃を持ち歩いている。顔の上半分が黒く覆われるアイマスクをつけ、顔は白いメイクで、下唇のみ口紅をさす。金髪。右手は義手。生身であろう左手には指輪を二つはめている。常に薄笑いを浮かべる不気味な男。快楽殺人者。身体能力及び体術はロジャーに匹敵する程。メモリーを求めてやってきた「ユニオン」の大使としてアレックスの下で暗躍。半機械人間であり"Bogy"（お化け）を自称し、右手をマジックハンドとして飛ばしたり、ドリルに変形させる事ができる。ユニオンでは271号と呼称される。この番号は『ウルトラマン』に登場するダダから。人間でも機械でもないため、ドロシーを混乱させる。アレックスは「賢い男」と評する。何故かロジャーのものと同じ腕時計を身に付けており、ワイヤーを発射したりドロシー撮影画面をビッグオーコックピットのモニタに中継した。アレックスに「君は新しい人間だ」と言われ、ビッグデュオ・インフェルノを与えられる。正規のドミュナスでは無いために、幾つものコードで全身の至る神経とコックピットを連結させる事で無理矢理動しているが、仮面越しに血を流しながら狂喜乱舞する等、既にビッグデュオに取り込まれつつある状態だった。ビッグオーを追い詰めるも、ビッグデュオ自身の意思によってドミュナスとしては承認はされず、"YE GUILTY"（汝、罪あり）の表示と同時に目の前に現れたシュバルツバルトの幻影に「真実に近づく者ではない」と告げられ、ビッグデュオによって完全に取り込まれた。さとうけいいちによるとデザインはナイトメアー・ビフォア・クリスマスのジャックを参照している。
名前のゲイブリエルは、旧約聖書に登場する大天使の一人である「ガブリエル」から。
ヴェラ・ロンシュタット（Vela Ronstadt）
声 - 紗ゆり
second seasonより登場。メモリーを求めてやってきた異国の組織「ユニオン」の一員であり実質的指導者である女性。ユニオンでは12号と呼称される。由来はウルトラセブン12話。エンジェル、アランとも深い関係にある。メガデウス・ボナパルトを街に送り込み暴れさせるなど、パラダイムシティを脅かす。終盤にて、エンジェルの母親役を演じたこと、アレックスと共に40年前の記憶を移植されたトマトの最後の一組だったことが発覚。メモリーの真実に絶望し自殺、ベヒモスによって心を囚われ、ロジャーを呪うが天井から落下してきた破片によってベヒモスと共に滅ぼされた。
デイル（Dale）
38歳。ロジャーが出入する「スピーキージー」の店主。ロジャーとは顔馴染らしいが言葉は交わさない。
ティモシー・ウェインライト（Timothy Wayneright）
声 - 石森達幸
R・ドロシーの生みの親の一人。R・ドロシーを「孫」と呼ぶ。ドロシーを設計した。その際40年前の「何か」によって死亡した自分の娘のメモリーをR・ドロシーのメモリーに託す。他にもドロシー1、R・D、RD2、グリンダを作った。R・Dやグリンダは暗殺の為に作られ、ドロシーはユニオンの歌に反応したことから彼自身がアレックス、もしくはユニオンと関係があったと思われる。Act:14では異なる容姿で登場した。

## 登場ロボット
本作では巨大ロボットを“メガデウス”と呼称する。“メガ”は"巨大・大いなる"、“デウス”とはラテン語で"神"を意味する。
従来のアニメであれば当然設定されている、ロボットのサイズや重さといった数値的な設定は公開されていない。

### ザ・ビッグ
この物語で最強のメガデウス群。全ての機体に共通して「巨大な前腕の途中から細い上腕がついている」という特異なシルエットをしている。その前腕には各機の特徴となる装備がされている。メモリーではアーキタイプやリヴァイアサンと闘っている。
ドミュナス（ラテン語で主の意味）と呼ばれる操縦者が乗り込み、駆動させる。ただし、メガデウスはドミュナスを選ぶ意志を持っており、単なるロボットとは一線を画している。場合によってはドミュナスを自身を動かすためのパーツとみなすこともある。事実、ロジャーやアレックスは取り込まれそうになりアランはドミュナスと認められずに取り込まれ殺されている。真のドミュナスはロジャーだけである。
起動時に「CAST IN THE NAME OF GOD. YE NOT GUILTY. （我、神の名においてこれを鋳造する。汝ら罪なし）」という言葉がモニターに表示される。この言葉は、12世紀ドイツの死刑執行人が持つ刀剣に刻まれたものと同じという設定。
その回によってまちまちだが、格納庫から現場に呼び出すには「（機種名）、ショータイム!」、動かすには「（機種名）、アクション!」とドミュナスが叫ぶ。シュバルツバルトの場合ではドイツ語で言っている。またこの掛け声に合わせ、各々起動ポーズをとることもある。主に陸戦型、海中型、飛行型に分かれている。
ビッグオー（Big-O）
ザ・ビッグの一機種。機体色は黒。対地戦闘用の装備を持つ。「黒いメガデウス」。全身に銃火器と光学兵器が満載され、自分の十数倍の大きさのメガデウスを持ち上げるほどの怪力を誇る。また、太い両腕にはぶ厚い装甲シールドが備えられており、これを前面に構える（ボクシングのピーカブースタイル）ことでほとんどの通常兵器をガードすることができ、ビーム系の砲撃も弾くことができる。ネゴシエイターのロジャー・スミスをドミュナスとし、パラダイム・シティで起こるメガデウスの事件を解決する。
使われていない地下鉄の二軌道を占拠して走るプレーリードッグに収納されロジャーのいるところまで運ばれる。プレーリードッグのシェルの天蓋はカメラの絞りのように開閉し、そこから発進する。天蓋は巨大なドリル状になっており、地中をどこまでも貫いてビッグオーを出現させる。四十年前のメモリーではビッグデュオやビッグファウと共に街を破壊したり、多数のビッグオーがひしめきながら行進する様が描かれる。second seasonの設定画ではフルディティールバージョンとして、リベットや背中のディティールが追加されている。これはfirst season制作時に作られた作画参考用モデルからの流用。
顔はイナズマンやロボット刑事を参考にしている。また、動作音や他のメガデウスのデザインなどは1970年代の特撮テレビ番組『スーパーロボット レッドバロン』に由来している。
両腕から繰り出されるパンチの他に以下のような武器を内蔵する。
アークライン（Arc Line）
両目から放つレーザー。ザ・ビッグでは標準装備されている模様。両手を真っ直ぐに伸ばし、片腕を伸ばし、片腕を後ろにさげるポーズをとる。
クロムバスター（Chrome Buster）
頭部クリスタルから射出する高出力レーザー。発射時は両手を真っ直ぐ伸ばし、両の拳を大きく振り上げ、両拳が光り、両拳を突き合わせるポーズをとる。が、両拳が光ったり光らなかったり、そもそもポーズをとらない場合があるなど、適当である。アークラインより強力な破壊力を誇り、付近に人がいる場合には使用を躊躇う描写もある。
ミサイルパーティー（Missile Party）
腹部から発射する多連装ミサイル。時限装置つきミサイルなども発射可能。アークライン発射時と同じポーズをとる。これもポーズをとらない場合が多い。
キャノンパーティー（Cannon Party）
胸部に内蔵されたキャノン砲。ミサイルパーティーと一緒に使うことが多い。Act:12にて、両手をクロスさせて光り、両腕を前に突き出すポーズが見られる。
O（オー）サンダー（O Thunder）
両腕部から銃身を展開して放つ機関砲。四つの砲門が高速回転し、ぶつ切りの光弾を連続射出する。単に遠距離兵器としてではなく、相手を鷲掴みにした状態で使用したこともある。威力は内蔵されている火器の中でも最大級で、ビッグデュオ・インフェルノを破壊してさらにビル数棟を貫通する威力がある。アルファベットの"O"のように見えるハレーションが発生するためにこう呼ばれる。発動時にはコンソール上のグリップが収納され180度回転、Oサンダー専用グリップに切り替わる。
モビーディックアンカー（Moby-Dick Anchor）
腰部周囲のあらゆる箇所に装備されている錨。バーニアがついているためある程度自在に動かせ、遠くにある物体をマシンハンドで捕獲する他、相手に突き刺すことで攻撃にも使える。一斉に射出することで全周囲への攻撃にも使用可能。攻撃の用途の他、自身の姿勢保持や固定などにも使用される。敵の攻撃で引きちぎられる事もあるが、一本でビッグオーの重量を支えることができる強度を持つ。また鎖の部分はビーム攻撃に対する耐性がなく、ビームによって切断されることもある。予備も用意されているようで、パージしても次のアンカーが補充される描写がある。
サドンインパクト（Sudden Impact）
肘のストライク・パイルで圧縮された空気を、パンチと合わせて打ち出し敵を破壊する。メガデウス級のロボットであっても、装甲を貫通するほどの強力な衝撃波を打ち出す。落下した人工衛星さえ迎撃破壊した。圧縮空気のみでも遠方にあるビル3棟を貫通する威力がある。最も使用頻度が高い、ビッグオーの主兵装。水中でも水を圧縮することで使用可能で、水中から急速浮上する際にも使われる事がある。
プラズマギミック（Plasma Gimmick）
上半身の装甲と両腕のシールドを展開して使用。ビッグオーを中心とした巨大なプラズマ球体を発生させ、周りの敵を粉砕する。
また、このプラズマ球体は防御にも転用できるような描写がある（ヒドラ・イールの電撃を弾いている）。
ファイナルステージ（Final Stage）
ビッグオーの究極兵器。Act:26に登場。モビーディックアンカーを地面に打ち込んで機体を固定後、各部装甲が展開し、プラズマギミックによるバリヤーを発動、胸部から球形の砲身が現れ、ストライクパイルが無反動砲のそれの如くスライド。強力な光線を発射する。その威力はビッグファウの強力な電磁バリアを破り機体半身を消滅させ、さらに街を覆う直径約10キロのドームを全壊させるほどである。しかし、膨大なエネルギーを発射する分、使用後は砲身が焼けて使用不能になるため、実質一発限りの最終兵器である。使用時にはコクピットに専用のコンソールとトリガーが出現する。ベックにアドバイスを受けたドロシーが自身を起動キーとして発動した。

ビッグデュオ（Big-Duo）
ザ・ビッグの一機種。機体色は赤。ドミュナスはシュバルツバルト。「赤いメガデウス」。40年前の真実を知らしめるため、街を破壊する目的でシュバルツが呼び出した。両腕にそれぞれメッサーシュミットを髣髴とさせるプロペラ・ユニットとロケットエンジン、格納可能な翼を搭載しており、自在に空を飛ぶことができる。なお、飛行能力を持つメガデウスは確認できる限りではビッグデュオのみ。初登場時にはビッグデュオ・マミーと設定され、全身に包帯を巻いておりミイラのような外見をしており、包帯を飛ばして絡めたところを引っ張り、腕のプロペラで破砕しようとしたが、ビッグオーのミサイル、キャノンパーティーによって包帯が燃え、正体を現す。主な戦闘形式は空中戦や爆撃であるが、パワーもビッグオーとほぼ互角。弾薬が尽きたままのビッグオーを圧倒するも、あと一歩のところで逆転され敗北。片腕と頭部を破壊された後、自らの意志を持つが如く暴走。シュバルツバルトを振り落とし、機能停止までの数秒間勝手に動いた。ビッグオーと同出力のアークラインの他、胸部には二門のガトリングミサイルを、両腕にそれぞれ二門ずつの航空機銃を、両足の中には驚異的な威力を持つ大型ミサイル「メガトンミサイル」を装備している。なお航空機銃は劇中では使用していない。その他に逃走用に煙幕を噴出できる。ただし、主兵装の大半が実弾のため全弾撃ちつくした後の火力の低下は著しい。プロペラの装備される巨大な前腕内部にはランディングギアも装備されており、飛行機のような着陸姿勢もとることができる。
ビッグデュオ・インフェルノ（Big-Duo Inferno）
先の戦闘で破壊されたビッグデュオの残骸をパラダイム社が回収、修理の後に強化装備を施した機体で色も淡紅色に変えられ、パラダイム社のマーキングが施されている。搭乗者のアラン・ゲイブリエルは正規のドミュナスではないためコックピットと自身の神経を直結させることで無理矢理動かしている。再びビッグオーと対峙し、追い詰めるも、シュバルツバルトの意思を宿すかのごとく、アランを"YE GUILTY"（汝、罪あり）として拒絶し、機関の一部として取り込んだ後、戦闘を放棄して天高く飛んでいってしまう。その後ドーム天井の照明装置と激突し、爆裂四散した。飛行時にはフェイスガードを着用、左目には強化型のアルテマスアークラインを装備する他、戦闘中に両手をパージし、形状が変化したナイフエッジを回転させドリル攻撃に使用。ちなみに、胸部にあったガトリングミサイルは取り外されており、劇中では改造前から腕に装備されていた航空機銃を使っている。総合的に火力は低下しているが格闘性能と機動性は向上している。
ビッグファウ（Big-Fau）
ザ・ビッグの一機種。ドミュナスはアレックス・ローズウォーター。機体の色は白。「白いビッグ」。水中戦闘を目的として作られたメガデウスで、両腕にスクリューを搭載する。陸戦力や対空戦力も秀でている。他のビッグと違って完全に組み上げられた状態で発見されたわけではなくユニオンによって世界各地の遺跡から発掘された多数のパーツから一組分を組み合わせて完成されたものである。40年前のメモリーではビッグオー、ビッグデュオと共にアークラインで街を破壊していた。Act:13での初登場時は「ビッグフォウ」と名付けられていたがsecond season開始にあたり名前が変更。40年前の何かのヴィジョンでビッグオー、ビッグデュオと共に歩くシーンや、異国のメガデウスに収納されていた時と、Act:21でのアレックス搭乗時からは強化されたのか、デザインが変わっている。パラダイム社社長アレックス・ローズウォーターが乗り込み、ビッグオーと対決。初登場時は圧倒的な力でボナパルトを一蹴するが、コアメモリーが無かった事から"YE NOT"（汝ではない）とモニターに表示され、アレックスをドミュナスと認めずビッグファウ自身も咆哮を上げ暴走、セントラルドームを半壊し、最終的にビッグオーに停止させられる。終盤では強奪したドロシーのメモリーディスクでコアメモリーを補い復活、アレックスを取り込み、ビッグオーを圧倒する。スクリューの回転と拳の回転を利用したコークスクリューパンチはビッグオーのシールドを弾き、頭部クリスタルとコックピットクリスタルをも砕き、触手型ビーム砲、大型対空砲「ビッグファウ・キャノン」、ロケットパンチなど多彩な武器を持つ。さらに、最終決戦ではイールのものを応用したかのような電磁バリアも展開し、サドンインパクトを無効化した。ただし、ビッグオーのファイナルステージは完全には無効化できなかった。総合的な能力はザ・ビッグの中で最もバランスの良いメガデウスと言える。
ビッグヴィヌス（Big-Venus）
謎の巨大メガデウス「翼をもがれた鳥＝第4のビッグ」。操縦している描写はなく、エンジェル自身の別の姿だと思われる。その姿は頭部を除きビッグオーのネガ像に酷似し、歯を光らせ、背には翼型のパーツを接続するためであろうソケットがある。世界の全てを無に帰す力を持つ。Act:26にてエンジェルの意思に反応し出現、パラダイムシティをリセットした。
さとうけいいちが指定した当初のカラー設定画では全身が灰色、顔が黒、顎が銀などで塗られているが、編集の段階で片山監督が意図的にネガ反転している。Venus/ルシファー（堕天使）の別名（ルシファーは元来「光を運ぶ者」「明けの明星」という意味の語）。デザインはジェットジャガー、メトロポリス (1927年の映画)のマリアなどを参照している。足先のとがり具合はニセウルトラマンに由来。Act:26のメモリーに現れる影は背中からジェット機の翼のようなものがついているが、DVD-BOXのパッケージイラストでは背中から白い翼が生えており、さらに廉価版DVD-BOXイラストでは異なったデザインの翼が生えている。

### 他のメガデウス
ドロシー1（Dorothy-1）
Act:01に登場。ウェインライト博士が設計したドロシーの姉である女性型メガデウス。月をモチーフにしている。鋏のような腕からは触手状のエクステンションアームを出し、ビッグオーを持ち上げるほどの怪力を持つ。エクステンションアームの先端から放つビームは金庫の扉を焼き切り、さらにその先端のアームで紙幣の原版を盗難しようとした。腕が展開して突出する爪状のウォームハングを使い、連続突きで攻撃する。何かに反応すると顔面内から流れるようにライトが点滅する。ビッグオーと格闘戦を繰り広げた末に、サドンインパクトで胸部を打ち抜かれて機能停止した。機能を停止した際に顔面が消灯、真っ黒になる。
再生ドロシー1（Dorothy-1 rebirth）
Act:02に登場。破壊されたドロシー1を、ドロシーを制御回路にして顔面に内蔵することで再起動させたもの。操縦はドームの外からベックがスレーブシステムを介して行う。胸部にはサドンインパクトで打ち抜かれた跡がそのまま残されている。エクステンションアームを変形させたドリルランサーが主な武装。ビッグオーに取り押さえられ、ロジャーがドロシーに接続された配線を切り離したことで機能を停止した。
アーキタイプ（Archetype）
Act:04に登場。シュバルツバルトに発掘されたメガデウス。ビッグオーの原型と推測されており、頭部の形状は装甲を外したビッグオーと同じ。ドロシーを求めて突如動き出し、素早い動きと頭部からの電撃でビッグオーを翻弄するが、ミサイルパーティーで撃破された。ドロシー曰く「あれはいてはいけないもの」。アーキタイプとは心理学における概念「元型」であり、パラダイムシティの地下における集団的無意識と関係している。Act:14では異世界にて新聞の記事に掲載。「地下鉄工事現場で発見された巨人」との見出しで新聞の記事に掲載される。ロジャーが見るメモリーでは大量に存在し、リヴァイアサンと共にザ・ビッグと闘っている。
オスレイル（Osrail）
Act:05に登場。謀殺されそうになった軍警察士官を救出し、彼の復讐に手を貸したメガデウス。自ら作り出した霧に「ゴースト」と呼ばれるホログラムを投影して自身の位置を隠し、曲射可能なプラズマ火球で様々な方向から攻撃を仕掛けることができる。ビッグオーのセンサーでプラズマ火球の射線を把握され、アークラインで破壊された。名はフランツ・バートン著のバードンの魔術世界における死を司る天使オスレイルに由来。
コンスタンツェ（Constanze）
Act:06に登場。R・インストルと直結することにより動くメガデウス。フォノソニックマシーンを利用した破壊音波でパラダイム社の破壊を計った。限定破壊ビームを放つ。名はモーツァルトの妻に由来。
ダゴン（Dagon）
Act:07に登場。海の底に眠っていたがメモリーを求める男たちによって目覚めたメガデウス。出現した当初は全身を海草に覆われており、軍警察の砲撃で全貌を露わにした。両肩に3連装の大型ミサイルを内蔵している。本機の頭部には重要なメモリーが記録されていたが、ロジャーはメモリーの悪用を防ぐ為、あえてサドンインパクトを頭部に打ち込んで撃破した。名前の由来は聖書にも登場するペリシテ人の神ダゴンから。メインライターである小中千昭お気に入りのクトゥルー神話にも海神として登場する。
ベックビクトリーデラックス（Beck Victory Deluxe）
Act:09に登場。ベック一味がダンディ・ワイズを恐喝し得た金とパーツで作ったヘビーメタルユニット。上半身が回転して不意打ち可能なのが特徴。胸部からミサイルを放ち、手を回転させながらビームを放つ「フィンガー攻撃」を行う。
エウメニデス（Eumenides）
Act:10に登場。小さな玩具サイズと、そのまま巨大化させたものの二種類がある。レトロな玩具風の外観をしたロボット。異国の女テロリスト、ファントムのリモコン操作で稼動する。爆破テロに使われた。目から破壊ビームを放つほか、体内に多数の自爆用爆弾を搭載しており、自爆テロに利用されそうになったが、ビッグオーのアークラインで爆破された。名はギリシャ神話における復讐の女神エリーニュスの別名に由来。
ロベスピエール（Robespierre）
Act:13とAct:14に登場。海の向こうからやって来た「異国のメガデウス」の一体。ドリルの腕が特徴。電撃を放つ。フーシェと共に、両腕のサドンインパクトを撃ち込まれたが、あまり効果はなかった。モビーディックアンカー全方向射出により、体を貫かれ動きを停止する。ビッグファウの胴体を運ぶ。軍警察により回収されAct:16で海底の秘密基地にあるハンガーに吊られており、Act:17ではビッグファウの部品を摘出された。破棄された残骸からボナパルトへと合体。首部分と、胴体にくっついたドリル部分。名はフランス革命に関わった人物に由来。
カルノー（Carnot）
Act:13とAct:14に登場。海の向こうからやって来た「異国のメガデウス」の一体。サドンインパクトはあまり効果がなかった。大きな頭部が特徴。電撃を放つ。口は開閉が可能で、口内から破壊音波を発し、ビッグオーの右腕を引きちぎった。モビーディックアンカーにより機能停止。ビッグファウの頭部を運ぶ。軍警察により回収されAct:16で海底の秘密基地にあるハンガーに吊られており、Act:17ではビッグファウの部品を摘出された。破棄された残骸からボナパルトへと合体。胴体部分になる。名はフランス革命に関わった人物に由来。
フーシェ（Fouche）
Act:13とAct:14に登場。海の向こうからやって来た「異国のメガデウス」の一体。左右非対称の2本角が特徴。電撃を放つ。ロベスピエールと共に両腕でのサドンインパクトを撃ち込まれるが、効果は無し。モビーディックアンカーにより機能停止。ビッグファウの腕を運ぶ。軍警察により回収されAct:16で海底の秘密基地にあるハンガーに吊られており、Act:17ではビッグファウの部品を摘出された。破棄された残骸からボナパルトへと合体。首部分になる。名はフランス革命に関わった人物。
グリンダ（Grinda）
Act:15でロジャー達が元元老院議員のメモリーについての事実を知ったと同時に出現。ウェインライト博士が作ったとされるメガデウス。やはり女性型である。ドロシー1が月であるのに対して、グリンダのデザインは太陽をモチーフにしている。膝に隠し持った剣と高い跳躍力から生まれるキック、頭部の飾りから出るビームが武器。内蔵されている剣はビッグオーのシールドを切り裂くほどの威力を有する。ビッグオーに剣共々殴り倒されたところに、Oサンダーを撃ち込まれて粉砕された。名は『オズの魔法使い』に登場する「北の良い魔女」に由来。
リヴァイアサン（Leviathan）
Act:17に登場。メガワームと呼称されるアーキタイプの一種。シュバルツの預言により、荒野の砂漠からパラダイムシティへと出現。爪から液状化衝撃波を放ち、街を砂塵に帰す。ビッグオーに取り押さえられた際に爪を自身の身体に押し当てられ、滅ぼされた。アーキタイプと同じくドロシーを求めてパラダイムシティを襲撃した模様。体に17という数字が書かれている。名は旧約聖書に出てくる巨大な海獣に由来。
ベック・ザ・グレートRX3（Beck The Great RX3）
Act:18に登場。日系企業ヨシフラ・ヤカモト工業が製造した。3体のマシンの変形・合体（ベック曰く、ファイナルトゥギャザー）により完成。構成マシンは、頭部がベックの操縦するスポーツカー（通称ベック・モービル）、下半身がTボーンのトレーラー、上半身がダヴの建設用車両から成る。武器は、両肩上のパーツを分離・結合させた三日月形の剣（形状からブーメランとも）。力の入った作画で合体シーンが描かれ、専用のBGMが付けられ、必殺技の演出までされたが、必殺技の長い動作が仇となりビッグオーのOサンダーで破壊された。ゲーム『スーパーロボット大戦Z』では味方ユニットとしてスポット参戦し、本編で見る事のできなかったこの必殺技の全容が明らかになる。
ボナパルト（Bonaparte）
Act:20とAct:21に登場。セントラルドームにカルノー、フーシェ、ロベスピエールの残骸が飛来し、合体したメガデウス。怪力とプラズマ放電を武器とする。腕はフーシェのように常時上げっぱなし。フーシェとロベスピエールの首に、ロベスピエールのドリルが胸に付いており、カルノーの胴体。サドンインパクトの直撃に耐え得るだけの強靭な装甲も兼ね備える。二つの首はろくろ首のように伸縮し、巻き付く。セントラルドームに侵攻するが、ビッグファウの腕部コークスクリューで粉砕、コークスクリューパンチで胴体を貫かれ、背中の触手型ビームであっけなく撃破された。名はナポレオンに由来。また、合体シークエンスは『ウルトラセブン』のキングジョーのパロディでもある。
ベヒモス（Behemoth）
Act:25に登場。「メモリーを求める亡者」。アーキタイプに似た顔に、肩にはドリル、ビッグオーの十数倍のサイズを誇る四足の超巨大メガデウス。ヴェラがメモリーの真実に絶望し、自殺したことにより出現。しかしビッグオーに抱え上げられながら登場し、天井から落下してきた破片に潰された。名は聖書に登場する水陸両生の巨大な動物に由来。

### 怪獣
イール（Eel）
Act:03に登場。科学者のスヴェン・マウリスキによって生を受けたデンキウナギ型の怪獣。ビッグオーを丸呑みにするほどの巨体を誇る。シティ外の山村「エレクトリックシティ」のダムに潜んでおり、電力の供給が始まるとその電気を吸収して目覚めた。相手に噛み付いて超高圧電撃で攻撃するほか、電磁バリアを展開してビッグオーのパンチを防ぐ能力も見せた。スヴェンが電力供給を断った為に力を失い、その隙にクロムバスターで身体を両断された。イールの名称は「エイトマン 第27話 大怪物イーラ」より。監督はイーラが好きだと語っており、second seasonにて再登場することになった。
キメラ（Chimera）
Act:08に登場。錬金術師ユージーン・グラントが生み出した怪獣。頭部は猫のようだが胸に鋭い牙を有した第二の顎を持ち、背部から無数の触手を放つなど悍ましい姿を持つ。ユージーンは遺伝子操作で人間を他の動物に作り替えるメモリーを有しており、失敗作と見做した動物をこのキメラへと組み込んでいた。ドロシーと心を通わせた子猫のペロ（このペロもロイという少年を猫に作り替えたもの）も組み込まれていたうえ、ドロシーを人質に取られたことでロジャーは攻撃を躊躇してしまうが、ペロのメモリーを有するキメラは自らの意志でユージーンから離反、彼を殺害し、崩壊する研究所の中へ消えていった。
デモンシード(Daemon Seed)
Act:11で登場。「七日の後に、世界は生まれ変わる」との脅迫状をパラダイム本社に送った老科学者が作った急成長する巨大な植物。サンタクロースの格好をした老科学者がトランペット吹きのオリバーに与えた種子から発芽した。オリバーは種子を宝石と勘違いして恋人のローラへのプレゼントにするつもりだったが、ヘヴンズデー・イヴに発芽し、ドームを破壊するほどの勢いで成長する。ビッグオーの攻撃も全く通用せず、逆に縛り上げてコックピットを攻撃しようとしたが、その直前に活動を停止した。最終的に針葉樹のような形状になり、そこにヘブンズデーの飾りが落下して重なる事で、まるでクリスマスツリーのような姿になった。
ヒドラ・イール（Hydra Eel）
Act:22に登場。Act:03でビッグオーに倒されたイールの残骸をパラダイム社が回収、同社の科学部門が遺伝子操作で強化・復活させたもの。ビッグファウ起動に必要な膨大な電力の供給源とするため、パラダイム社科学部門棟の地下貯水池で飼育されていた。頭部が3つに増え、体も元のイールより巨大になったほか、首が千切れても瞬時に再生する能力も有している。以前より強化された高圧電流でビッグオーの電気系統を故障させ、三つの頭部を合わせて放つ超高圧電撃によってトドメを刺そうとしたが、プラズマギミックによって弾き返され、全身を焼き尽くされて絶命した。弾かれた超高圧電撃はパラダイム社のアンテナに吸収され、ビッグファウ起動を成功させている。

### アンドロイド
R・インストル
声 - 野島昭生
Act:6に登場。天才ピアニストアンドロイド。インストゥルメンタルとして、父の遺産であるピアノバー「アマデウス」で演奏していた。ロジャーの要望でドロシーのピアノ教師となる。その正体は天才科学者アマデウス博士が作り出したメガデウス・コンスタンツェ起動用のインストルメント。博士の共同研究者・ギーゼングの陰謀でパラダイム社への復讐の道具にされかかったが、ロジャーの働きで解放された。Act:17で再登場。上達したドロシーの腕前に感心していた。また教会でオルガン奏者としても活躍している。
R・D
声 - 矢島晶子
Act:13に登場。赤いレインコートの暗殺者。左腕に抱えたバスケットに銃を持つ。容姿はドロシーに酷似しており、その正体はウェンライト博士が作った、ドロシーと同型のアンドロイド。R・Dの略称はRed Destiny（赤い運命）を意味する。メモリーが浮かび上がった人間を次々と殺害し、現場に"CAST IN THE NAME OF GOD, YE NOT GUILTY."と書き残していた。“神の乗り物”ザ・ビッグのドミュナスとしての自覚を持たないロジャーを抹殺するため、狂気に歪む残忍な笑みを浮かべて襲いかかるがドロシーと共に現れたビッグオーの一撃で破壊された。なお、この回のラストシーンでのロジャーの台詞「雨の中、傘をささずに踊る人間がいてもいい。自由とはそういうことだ」は、彼女の台詞「（命ぜられて殺したのは）雨の中傘を差すくらい当たり前の行動だ」への回答。
RD2
Act:15でウェインライト邸で登場するアンドロイドの素体。侵入者を攻撃する。

## パラダイムシティ
パラダイムシティは物語の舞台となる場所である。過酷な環境から避難するため、街の大部分は大小のドームに覆われている。しかし、ドーム内に住むことを許されるのは富裕層のみであるため、それ以外の人々はドームの外の廃墟をスラム街「アウト・オブ・ドーム」として暮らしている。全パラダイムシティはドームを建設したパラダイム社に支配されている。
ドーム内は人工太陽が設置されている。木々や動物は失われたメモリーとして、宝石と同じくらい価値がある。
人間とアンドロイドが共存している。
パラダイム社は電力会社であり、街のあらゆる企業、自営業者の親会社であり、市民にとっては神にも等しい存在である。巨大な本社ビルは街の中心部「セントラルドーム」にそびえ立つ。キリスト教を主体とする文化は否定されており、教会は廃墟となっている。クリスマスもパラダイム社の創立記念日ヘヴンズデーとされ、クリスマスプレゼントもパラダイム社の“施し”が変容したものとされる等、宗教や生活習慣さえも支配している。
一方で、パラダイム社社長アレックス・ローズウォーターのドーム外の人々を軽蔑する考えのためもあり、ドーム内外の軋轢は消えることがない。パラダイムシティは100年後のマンハッタンにあるという設定で、劇中にもジョン・F・ケネディ空港の廃墟（JFKマーク）などが登場する。しかし「アイルズベリ」などイギリスの地名も登場。英語を公用語として使っている。「ドイツ人」など人種の区別があるようだが、フランス語やロシア語など、文字の情報は失われている模様。しかしヨシフラ・ヤカモトインダストリーでは漢字が堂々と使われている。パラダイムシティの特徴として、街全体が記憶喪失であることがあげられる。40年前に起きた、メガデウスを用いたジェノサイドと見られる「何か」のために、それ以前の記憶、資料の大半を失ってしまったのである。この失われた記憶は通常「メモリー」と呼ばれる。
街の上空、晴れることのない厚い雲の上には巨大な舞台照明が存在しており、ダストンやエンジェルの幼少時の記憶も、誰かが誰かを演じているもので、メモリーとは見せかけの作り物だった。シュバルツバルトによると、この世界の全ての原因はメガデウスの存在であり、ゴードンによると、40年前以前の記憶など初めから誰も持っていなかったこと、メモリーはエンジェルだったと言い、ビッグイヤーによると、「この街は40年前の記憶を失くしたという設定で創造された舞台であって、メモリーの有無などナンセンスである」と言及された。
地下空間は非常に恐れられており、一般人は容易に近づかない。地下の奥深くはネクロマンディオ と設定されており、歯車やゼンマイなどの機械仕掛けで作られ、メモリーの原因となったちっぽけなセットが置かれ、集合的無意識が存在する。
パラダイムシティの全ての住民は本当は真実を知っているが、舞台の上では忘れているだけである。しかし時折、ふとしたはずみにキャラクターは舞台の上では知らないことになっているメモリーを思い出し、それを行動に移したり、話したりする。
エンジェルが『メトロポリス』を著し、この世界を演出していたと思われるが、ビッグヴィヌスの存在、メモリーに現れる戦争の顛末、ロジャー・スミスの正体など謎のままで、ゴードンの語る話もどこまで本当なのか分からず、パラダイムシティが再生されたところで物語は幕を下ろす。

## 製作
さとうけいいちは『ジャイアントロボ THE ANIMATION -地球が静止する日』の制作を終え、『ジャイアントロボ』とは異なったアプローチでロボットを描こうと試み新たな玩具販促アニメを企画した。当時は超合金魂のようなレトロかつハイターゲットな玩具が発表されており、本作も大人を対象とする玩具化を目指した。その際に大人を取り込むために意識したのは1960年代の海外ドラマや昔のイギリスのスパイものだという。インタビューなどで顕著に表れるのが、デザインワークス等で「Batman The Animated Series」に非常に影響を受けたという点である。『新世紀エヴァンゲリオン』のような「過度のディテール」や『機動戦士ガンダム』のような「設定偏重」である ことを避け、シンプルな描線のテイスト、カートゥーンの基本的なスタイルを目指し『スタートレック』のようにいくらでも話が作れるような自由度のある作品を目指した。
こうして玩具販促アニメとしてプレゼンテーションをしたところ、「保険がない。ガンダムっぽいデザインならまだしも」と言われ玩具化は白紙となり、バンダイビジュアルによる映像化にシフト。片山一良は映像ソフトを売る上でも本作は訴求力があると考えていたが、プロジェクト内では「リスクを負うぐらいならガンダムをやる」という空気が出てきたために、結局サンライズが自らリスクを負うことになり映像化プロジェクトは進行した。
当初は全26話の予定だったが、全13話に短縮されて製作、放送された。このため、結末はセカンドシーズンを匂わせる形のものになっている。その後2000年、アメリカのCS系放送局カートゥーン・ネットワークでの放送によりアメリカでの展開が成功、DVDも全米で好セールスとなり、2001年秋にセカンドシーズンの製作が最終決定し、サンライズ、バンダイビジュアルのみだった製作陣にカートゥーン・ネットワークが加わる。監督によると米国のファンから「あなた方は続きを作らねばならない」とのメッセージが寄せられたとのこと。
セカンドシーズンの製作にあたって、アメリカ側の「物語を完結させて欲しい」という要望を聞き入れている。セカンドシーズンはアメリカでは引き続きカートゥーン・ネットワークで放送された。日本ではUHFアニメとして2002年10月から2003年4月まで放送。10月から12月までは第1話から第13話までのリピート放送。翌年1月から3月に放送された第14話から第26話が正式なsecond seasonである。後年、日本のカートゥーン・ネットワークでも放送した。
桑田二郎など日本のオールド・コミック風にプラスして往年のアメリカン・コミックやカートゥーンを彷彿とさせる、スタイリッシュな画風が印象的な作品である。さとうけいいちによるとアメリカでは「ジェームズ・ボンド的」と言われたそうである。オープニングでビッグオーを含む登場メカが影絵で紹介されるなど、ウルトラマンシリーズへのオマージュを強く感じさせる一方、メカに関しては『レッドバロン』など、昭和の特撮作品の影響が強い。
タイトルの由来は、スーパーバイザーであるさとうけいいちが小学生時代に学級新聞に載せていた4コマ漫画に登場したロボットの名前である。当初は仮のタイトルとしてつけられていて、監督に片山一良の参画後には『クロムガンナー』に決定しそうになったが、さとうの提案により『クロムガンナービッグ・オー』となる。1999年6月時点の企画書には『THE ビッグオー』のタイトルとロゴタイプが記されている。2009年9月にはさとうけいいち完全監修による「超合金魂 ビッグオー」が発売となった。

### スタッフ
- 企画 - サンライズ
- 原作 - 矢立肇
- 監督 - 片山一良
- シリーズ構成 - 小中千昭、片山一良
- キャラクターデザイン／メカニックデザイン／コンセプトワーク／スーパーバイザー - さとうけいいち
- アバンタイトル/CG - GONZO OOZ.CO.LTD
- 美術デザイン - 佐藤肇
- 美術監督 - 太田大
- 美術監督補佐 - 加藤浩（第1話 - 第13話）
- 色彩設定 - 片山由美子（第1話 - 第13話）、中里智恵（第1話 - 第26話）、村上智美（第1話 - 第13話）
- 撮影監督 - 桶田一展（第1話 - 第13話）、福士享（第14話 - 第26話）
- 編集 - 鶴渕友彰（第1話 - 第13話）、山森重之（第14話 - 第26話）
- 音響監督 - 鶴岡陽太
- 音楽 - 佐橋俊彦
- 音楽プロデューサー - 野崎圭一
- 音楽制作/協力 - ビクターエンタテインメント、WOWOWミュージック・イン
- プロデューサー - 指田英司（第1話 - 第13話）、内田健二（第14話 - 第26話）、大橋千恵雄、杉田敦
- 製作 - サンライズ、バンダイビジュアル、カートゥーン・ネットワーク（アメリカ[注釈 1]）

## 主題歌
オープニングテーマ
「BIG-O!」（first season）
歌・編曲 - 永井ルイ / 作詞・作曲 - Brian May・永井ルイ
映画『フラッシュ・ゴードン』のテーマ曲であるクイーンの「フラッシュのテーマ」に酷似している。元々は「フラッシュのテーマをイメージして曲を作ってほしい」と永井に発注。上がった曲に対し「もっとフラッシュゴードンに」との発注を受け、クイーンを敬愛する永井は、オマージュの気持ちを込め製作。完成したのはほとんどそのままだったという逸話がある。その後、ブライアン・メイとの協議の上、ブライアンに作曲クレジットを献上することとなり、クイーン側に楽曲の権利が移行した。OP映像はロジャー・スミス、ビッグオー、グリフォン、プレーリー・ドッグ（ビッグオー運搬用鉄道車両）、ロジャーの腕時計の影絵のバックに光学処理された模様が遷移していくパターンで、ウルトラシリーズ（特にウルトラセブン）を意識している。
オープニングとしては第3話から使用。カートゥーンネットワーク放送版では、second seasonも第22話を除き、映像・楽曲ともにfirst seasonのままである。
「RESPECT」（second season）
作曲・編曲 - 佐橋俊彦
second seasonではオープニングテーマが変更されこちらになる。『謎の円盤UFO』のオープニングテーマに酷似している。本編からのカットを組み合わせた映像を使用している。
オープニングとしては第15話から使用されたが、エピソードによっては使用されない場合もあった。
「Big-O! Show Must Go On」
歌・作詞・作曲・編曲 - 永井ルイ
2007年のアニマックス再放送時の新オープニング。キンクスの「オール・オブ・ザ・ナイト」のオマージュ。本編からのカットを組み合わせた映像を使用している。first season/second season共通。また、2007年4月に発売されたDVDBOXでは全話のオープニングとされた（バンダイチャンネルの動画配信版も同様）。
2007年8月21日にアメリカのバンダイエンターテインメントより再発売されたsecond seasonの北米版DVDBOX「The Big O, Vol.2:Anime Legends Complete Collection」（旧盤は「The Big O II: The Complete Collection」）では、基本的にfirst seasonのオープニング映像に、この曲がのせられている（第22話のみsecond seasonの映像にこの曲、オープニングが付かない回は日本版と同じ）。
上記の2曲とは異なり原曲はCDに収録されなかった（永井ルイのアルバム『アニソン・コレクションVol.1』ではこの曲のセルフカバー版が収録されている）。
エンディングテーマ
「and FOREVER…」（全話）
歌 - ROBBIE DANZIE with 高尾直樹 / 作詞 - Chie / 作曲・編曲 - 島健
Act:01で砂時計に座っているのはロジャーだけで、Act:02以降からドロシーが背中合わせに座る。

## 各話リスト
first seasonにのみ存在する邦題は、制作段階でテレビ欄に載せることを考えられていたが、テレビ欄に邦題を載せ、本編で英語の題名を放送するということは視聴者に混乱を招くことから、WOWOW側から却下されたもの。
※話数はサブタイトル表記に準拠。
| 話数          | サブタイトル 邦題                                    | 脚本         | ストーリーボード      | 演出                | 作画監督                                | メカ作画監督                   | 登場メカ、怪獣など                                     | 放送日          |
| first season  | first season                                         | first season | first season          | first season        | first season                            | first season                   | first season                                           | first season    |
| ------------- | ---------------------------------------------------- | ------------ | --------------------- | ------------------- | --------------------------------------- | ------------------------------ | ------------------------------------------------------ | --------------- |
| Act:01        | Roger The Negotiator （地を割る轟腕! ビッグオー）    | 小中千昭     | 片山一良              | 佐藤育郎            | 小曽根正美                              | -                              | - ドロシー1                                            | 1999年 10月13日 |
| Act:02        | Dorothy Dorothy （不死身ロボットのなぞ）             | 小中千昭     | 片山一良              | 佐藤育郎            | - 平山円 - 堀井久美                     | 宮澤努                         | - ドロシー1                                            | 10月20日        |
| Act:03        | Electric City （ビリビリ! 電気の神様）               | 小中千昭     | - 松園公 - 片山一良   | 喜多幡徹            | しんぼたくろう (中村プロ)               | 米山浩平 (中村プロ)            | - イール                                               | 10月27日        |
| Act:04        | Underground Terror （地底で笑う呪いの包帯魔人）      | 小中千昭     | 飯田馬之介            | 渡邊哲哉            | 羽山賢二                                | 桝田浩史                       | - アーキタイプ                                         | 11月3日         |
| Act:05        | Bring Back My Ghost （霧の夜の怪! 亡霊ロボ出現）     | 長谷川圭一   | - 岡本英樹 - 片山一良 | 岡本英樹            | しんぼたくろう                          | 米山浩平                       | - オスレイル                                           | 11月10日        |
| Act:06        | A Legacy of Amadeus （なぜだ? 消えた天才ピアニスト） | 赤星政尚     | 片山一良              | 佐藤育郎            | 平山円                                  | 宮澤努                         | - コンスタンツェ                                       | 11月17日        |
| Act:07        | The Call from The Past （SOS! 深海の危険な2人）      | 小中千昭     | 山下明彦              | 小原正和            | 堀井久美                                | 鈴木勤                         | - ダゴン                                               | 11月24日        |
| Act:08        | Missing Cat （捨て猫ペロの真実）                     | 長谷川圭一   | 渡邊哲哉              | 渡邊哲哉            | しんぼたくろう                          | 米山浩平                       | - キメラ                                               | 12月1日         |
| Act:09        | Beck Comes Back （誘拐犯の罠! ロジャー指名手配!?）   | 吉田伸       | 山下明彦              | 佐藤育郎            | 羽山賢二                                | 桝田浩史                       | - ベック・ビクトリー・デラックス                       | 12月8日         |
| Act:10        | Winter Night Phantom （悲恋! 爆破1秒前）             | 長谷川圭一   | 片山一良              | 渡辺純央            | しんぼたくろう                          | 米山浩平                       | - エウメニデス                                         | 12月15日        |
| Act:11        | Daemonseed （悪魔種子204号の秘密）                   | 吉田伸       | 飯田馬之介            | 喜多幡徹            | - 羽山賢二 - 平山円                     | 仲盛文                         | - デモンシード                                         | 2000年 1月5日   |
| Act:12        | Enemy as Another Big! （敵は真っ赤なビッグオー!?）   | 赤星政尚     | 山下明彦              | 渡邊哲哉            | 平山円                                  | 仲盛文                         | - ビッグデュオ                                         | 1月12日         |
| Act:13        | R・D （見た! レインコートの暗殺者）                  | 長谷川圭一   | 片山一良              | 佐藤育郎            | - さとうけいいち - 羽山賢二             | 仲盛文                         | - ロベスピエール - カルノー - フーシェ                 | 1月19日         |
| second season |                                                      |              |                       |                     |                                         |                                |                                                        |                 |
| Act:14        | Roger the Wanderer (ロジャーの記憶世界)              | 小中千昭     | 片山一良              | 佐藤育郎            | - 平山円 - 堀井久美                     | - 安藤義信 - 城前龍治 - 鈴木勤 | - ロベスピエール - カルノー - フーシェ                 | 2003年 1月2日   |
| Act:15        | Negotiation with the Dead                            | 小中千昭     | 片山一良              | 喜多幡徹            | 竹内浩志                                | - 安藤義信 - 城前龍治 - 鈴木勤 | - グリンダ                                             | 1月9日          |
| Act:16        | Day of the Advent                                    | 小中千昭     | 渡邊哲哉              | 渡邊哲哉            | - 平山円 - 堀井久美 - 吉田徹 - 森下博光 | -                              | - 天使                                                 | 1月16日         |
| Act:17        | Leviathan                                            | 小中千昭     | 片山一良              | 佐藤育郎            | 中山岳洋                                | 桝田浩史                       | - リヴァイアサン                                       | 1月23日         |
| Act:18        | The Greatest Villain                                 | 小中千昭     | 米たにヨシトモ        | 中村健治            | 羽山賢二                                | まさひろ山根                   | - ベック・ザ・グレートRX3                              | 1月30日         |
| Act:19        | Eyewitness                                           | 小中千昭     | - 喜多幡徹 - 片山一良 | 喜多幡徹            | 吉崎誠                                  | - 安藤義信 - 城前龍治          | - 工事用巨大ロボット                                   | 2月6日          |
| Act:20        | Stripes                                              | 小中千昭     | 渡邊哲哉              | 渡邊哲哉            | - 平山円 - 堀井久美                     | 桝田浩史                       | - ボナパルト                                           | 2月13日         |
| Act:21        | The Third Big                                        | 小中千昭     | 片山一良              | 佐藤育郎            | 羽山淳一                                | - 鈴木勤 - 中山久司            | - ボナパルト - ビッグファウ                            | 2月20日         |
| Act:22        | Hydra                                                | 小中千昭     | 寺東克己 片山一良     | 吉村章              | 竹内浩志                                | 吉田徹                         | - ヒドライール                                         | 2月27日         |
| Act:23        | Twisted Memories                                     | 小中千昭     | 西澤晋 片山一良       | 喜多幡徹            | 永田正美                                | 伊藤浩二                       | - ビッグデュオ・インフェルノ                           | 3月6日          |
| Act:24        | The Big Fight!                                       | 小中千昭     | - 寺東克己 - 渡邊哲哉 | 渡邊哲哉            | 堀井久美                                | - 城前龍治 - 安藤義信          | - ビッグデュオ・インフェルノ                           | 3月13日         |
| Act:25        | The War of the Paradigm City                         | 小中千昭     | 甚目喜一              | 佐藤育郎            | 森下博光                                | 吉田徹                         | - ビッグファウ - ビッグデュオ・インフェルノ - ベヒモス | 3月20日         |
| Act:26        | The Show Must Go On                                  | 小中千昭     | 片山一良              | - 片山一良 - 吉村章 | 平山円                                  | - 鈴木勤 - 桝田浩史            | - ビッグファウ - ビッグヴィヌス                        | 3月27日         |

## 放送局
second seasonの放送開始時、独立U局（2012年以降の県域地上デジタルテレビ局）ではfirst seasonを放送した後、そのままsecond seasonを放送した。
| 放送地域      | 放送局       | 放送期間                       | 放送時間           | 放送区分       |
| first season  | first season | first season                   | first season       | first season   |
| ------------- | ------------ | ------------------------------ | ------------------ | -------------- |
| 日本全域      | WOWOW        | 1999年10月13日 - 2000年1月19日 | 水曜 19:00 - 19:30 | BS放送         |
| 兵庫県        | SUN-TV       | 2002年10月1日 - 12月24日       | 火曜 24:40 - 25:10 | 独立UHF局      |
| 東京都        | 東京MXTV     | 2002年10月3日 - 12月26日       | 木曜 23:30 - 24:00 | 独立UHF局      |
| 千葉県        | 千葉テレビ   | 2002年10月4日 - 12月27日       | 金曜 24:00 - 24:30 | 独立UHF局      |
| 埼玉県        | テレビ埼玉   | 2002年10月5日 - 12月28日       | 土曜 23:55 - 24:25 | 独立UHF局      |
| 京都府        | KBS京都      | 2002年10月6日 - 12月29日       | 日曜 24:15 - 24:45 | 独立UHF局      |
| 神奈川県      | TVK          | 2002年10月6日 - 12月29日       | 日曜 25:00 - 25:30 | 独立UHF局      |
| 愛知県        | テレビ愛知   | 2002年10月7日 - 12月30日       | 月曜 25:25 - 25:55 | テレビ東京系列 |
| second season |              |                                |                    |                |
| 東京都        | 東京MXTV     | 2003年1月2日 - 3月27日         | 木曜 23:30 - 24:00 | 独立UHF局      |
| 千葉県        | 千葉テレビ   | 2003年1月3日 - 3月28日         | 金曜 24:00 - 24:30 | 独立UHF局      |
| 埼玉県        | テレビ埼玉   | 2003年1月4日 - 3月29日         | 土曜 23:55 - 24:25 | 独立UHF局      |
| 京都府        | KBS京都      | 2003年1月5日 - 3月30日         | 日曜 24:15 - 24:45 | 独立UHF局      |
| 神奈川県      | TVK          | 2003年1月5日 - 3月30日         | 日曜 25:00 - 25:30 | 独立UHF局      |
| 愛知県        | テレビ愛知   | 2003年1月6日 - 3月31日         | 月曜 25:25 - 25:55 | テレビ東京系列 |
| 兵庫県        | SUN-TV       | 2003年1月7日 - 4月1日          | 火曜 24:40 - 25:10 | 独立UHF局      |

## CDドラマ
THE BIG-O ORIGINAL CD DRAMA THEATER "WALKIMG TOGETHER ON THE YELLOW BRICK ROAD"
2000年9月21日発売。first seasonが終わってから、だいぶ時間を置いた後に発売された。脚本を小中千昭が担当しており、舞台劇風の仕立てである。出演者はロジャー、ドロシー、ノーマン、エンジェル、ダストン。ロジャー邸リビングルームで話が展開。
ある日、ビッグオーが消失していることにロジャーが気づく。ドロシー、ノーマンを探すが二人ともいない。ここから話が始まり、メモリー、作品としてのテーマにいたるまで婉曲な台詞回しが続く。この話がどの位置にあたるかは、台詞の中で「異国のメガデウス」を倒した後であることが示唆されており、また、エンジェルがまだアレックスの秘書として働いていること、「オズの魔法使い」をエンジェルが話すことから、Act:15の手前にあたる時期である。この話は、first season制作中に、小中千昭が片山一良からAct:13のその後の構想を聞いたことに着想を得たもので、Act:14での「あるはずのものや人がいない」という状況をCDドラマで再現している。劇中、ロジャーがビッグオーに搭乗していることをダストンに告白する。

## 漫画
- THEビッグオー
- THEビッグオー LOST MEMORY

原作：矢立肇　漫画：有賀ヒトシ
放送開始より先行する形でコミカライズが『月刊マガジンZ』（講談社）で1999年から2003年まで連載された。

## 関連商品

### DVD / BD
バンダイビジュアルより発売。first seasonはVHS、LDも同時に発売。
- THEビッグオー volume1 2000年2月25日発売 (BCBA-0388)
  - Act.1収録、初回特典「さとうけいいち描き下ろしアーティスティックピンナップ」
- THEビッグオー volume2：2000年4月25日発売 (BCBA-0389)
  - Act.2, 3収録
- THEビッグオー volume3：2000年5月25日発売 (BCBA-0390)
  - Act.4, 5収録
- THEビッグオー volume4：2000年6月25日発売 (BCBA-0391)
  - Act.6, 7収録
- THEビッグオー volume5：2000年7月25日発売 (BCBA-0392)
  - Act.8, 9収録
- THEビッグオー volume6：2000年8月25日発売 (BCBA-0393)
  - Act.10, 11収録
- THEビッグオー volume7：2000年9月25日発売 (BCBA-0394)
  - Act.12, 13収録、初回特典「さとうけいいち描き下ろしアーティスティックピンナップ」
- THEビッグオー second season1：2003年5月23日発売 (BCBA-1591)
  - Act.14収録、初回特典「さとうけいいち描き下ろし全7巻収納BOX」、「THEビッグオー大図鑑」第1巻（バインダー付）
- THEビッグオー second season2：2003年6月27日発売 (BCBA-1592)
  - Act.15, 16収録、初回特典 「THEビッグオー大図鑑」第2巻
- THEビッグオー second season3：2003年7月25日発売 (BCBA-1593)
  - Act.17, 18収録、初回特典 「THEビッグオー大図鑑」第3巻
- THEビッグオー second season4：2003年8月22日発売 (BCBA-1594)
  - Act.19, 20収録、初回特典 「THEビッグオー大図鑑」第4巻
- THEビッグオー second season5：2003年9月26日発売 (BCBA-1595)
  - Act.21, 22収録、初回特典 「THEビッグオー大図鑑」第5巻
- THEビッグオー second season6：2003年10月24日発売 (BCBA-1596)
- Act.23, 24収録、初回特典 「THEビッグオー大図鑑」第6巻
- THEビッグオー second season7：2003年11月28日発売 (BCBA-1597)
  - Act.25, 26収録、初回特典 「THEビッグオー大図鑑」第7巻
- THEビッグオー first season DVD-BOX INTERNATIONAL VERSION：2003年4月25日発売 (BCBA-1598)
  - Act.1-13収録 4枚組 音声は日本語と英語、字幕は日本語のみで英語字幕なし。
  - 片山一良×小中千昭×宮本充座談会映像が収録されている。
- THEビッグオー INTERNATIONAL-BOX：2007年4月25日発売 (BCBA-2859)
  - Act.1-26収録 片面2層×6枚 音声は日本語と英語、字幕は日本語のみで英語字幕なし。36750円。
- EMOTION the Best THEビッグオー DVD-BOX：2010年3月26日発売（BCBA-3672）
  - Act.1-26収録 片面2層×6枚 音声は日本語と英語、字幕は日本語のみで英語字幕なし。15750円。
- THEビッグオー Blu-ray BOX：2011年11月22日発売（BCXA-0381）
  - Act.1-26収録 片面2層×5枚 音声は日本語と英語、字幕は日本語のみで英語字幕なし。36000円。
  - Act.9とAct.26のオーディオコメンタリーが収録されている。

### 小説・ムック
- THEビッグオー パラダイム・ノイズ（谷口裕貴）：2003年7月16日、ISBN 4-19-861708-2
- THEビッグオー オフィシャルガイド（ブレインナビ）：2003年7月15日、ISBN 4-575-29579-5

### CD
ビクターエンタテインメントより発売。
- BIG-O!
  - 1999年10月21日発売 (VIDL-30461)
  - シングル。first seasonのオープニング曲とエンディング曲を収録。
- ORIGINAL SOUND SCORE
  - 1999年11月20日発売 (VICL-60493)
  - オリジナルサウンドトラックアルバム
- RESPECT
  - 2003年1月3日発売 (VICL-35452)
  - シングル、second seasonおよびfirst seasonのオープニング曲、エンディング曲を収録。
- ORIGINAL SOUND SCORE II for Second Season
  - 2003年1月22日発売 (VICL-61057)
  - オリジナルサウンドトラックアルバム
- “WALKING TOGETHER ON THE YELLOW BRICK ROAD”
  - 2000年9月21日発売 (VICL-60526)
  - オリジナルCDドラマシアター（「CDドラマ」の項参照）
- EMOTION 20周年記念 テーマコレクション TV編
  - 2002年8月21日発売。(VICL-60936 - 60937 通常盤2枚組)、(VIZL-69 限定盤3枚組)
  - ディスク2の6曲目に『BIG-O!』、7曲目に『and FOREVER…』を収録。
  - 限定盤には「初回封入特典8cmCD TVサイズトラック集」が付属しており、1曲目に『BIG-O!』を収録。

### ゲーム
ビッグオー作品そのもののゲームはないが、スーパーロボット大戦シリーズやサンライズなどのゲームに登場している。
スーパーロボット大戦シリーズ（バンプレスト、バンダイナムコゲームス）
ロボットアニメ作品が多数登場するクロスオーバー作品。
スーパーロボット大戦D（2003年、ゲームボーイアドバンス）
初参戦。first seasonが参戦。基本的にストーリーに絡むことはほとんど無く、パラダイムシティやドーム内世界の設定などはないものとされている。
戦闘でサドン・インパクト使用時のみBGMが「BIG-O!」になる。
スーパーロボット大戦Zシリーズ
2008年から2015年まで断続的にリリースされたシリーズ。通称「Zシリーズ」。「Zシリーズ」ではすべてfirst、secondが共に参戦している。secondはシリーズ初参戦。
スーパーロボット大戦Z（2008年、PlayStation 2）
「Zシリーズ」第1作目。ベック・ザ・グレートRX3の戦闘シーンが初めて再現された。ビッグオーは宇宙や空中の相手に格闘戦を挑む場合、ロケットノズルのような機関が装備されていないため、その場から動けない（歩けない）という演出がなされ、モビーディックアンカーによって相手もしくは自分を引き寄せて攻撃する。また、パラダイムシティの存在自体とロジャーのある選択肢がストーリーの中でエンディングに影響する大きな役割を持っている。ロジャーの職業である「ネゴシエーター」は機体の修理費用が0になる特殊能力として役立つ。劇中終盤でドロシーがサブパイロットとなり、強いがクセのあるロジャーとビッグオーを補完する。この作品も含めて以後BGMに「BIG-O!」が使用されなくなった。
スーパーロボット大戦Z スペシャルディスク（2009年、PlayStation 2）
上記の「Zシリーズ」第1作目のスペシャルディスク版。
第2次スーパーロボット大戦Z 破界篇/再世篇（2011年/2012年、PlayStation Portable）
「Zシリーズ」第2作目。以降、前後編の二編構成。（前編『破界篇』2011年4月14日発売、後編『再世篇』2012年4月5日発売）
今回は最初からドロシーがサブパイロットとなっている（ビッグオー・ファイナルステージは再世篇の終盤に登場）。ネゴシエーターという特殊な職業もあり、敵の首領と停戦や和平を提案するなどクロスオーバーが他ZEUTHの人間と比べて多い。隠し要素で終盤のストーリー分岐が選択可能な雰囲気になると、ゼロの正体にたどり着く数少ない人物になる（他にはヒイロ・ユイが挙げられる）。
第3次スーパーロボット大戦Z 時獄篇/天獄篇 - （2014年/2015年、PlayStation 3 / PlayStation Vita）
「Zシリーズ」第3作目にして最終章。（前編『時獄篇』2014年4月10日発売、後編『天獄篇』2015年4月2日発売）
スーパーロボット大戦X-Ω（2019年、iOS / Android）
2019年6月にfirst seasonが期間限定参戦。ロジャーとビッグオー、シュバルツバルトとビッグデュオが登場。

サンライズ英雄譚シリーズ
サンライズ作品を中心としたクロスオーバー作品。ビッグオーは、下記の2作品に参戦。
サンライズ英雄譚2（2001年、サンライズインタラクティブ、PlayStation 2）
キャラクターは登場するが、ビッグオーはイベントシーンのみ登場する。
SUNRISE WORLD WAR Fromサンライズ英雄譚（2003年、サンライズインタラクティブ、PlayStation 2）
キャラクターが登場し、機体はビッグオーが登場する。パラダイムシティやドーム世界も再現されている。

ハロボッツシリーズ
GBハロボッツ（2000年、サンライズインタラクティブ、ゲームボーイ）

ハロボッツ ロボットヒーローバトリング!!（2002年、サンライズインタラクティブ、ゲームボーイアドバンス）

### 玩具
- 超合金魂 GX-48 ビッグオー：バンダイ、2009年9月19日発売
- 超合金魂 GX-48 ビッグオー専用拡張パーツセット：バンダイ、2009年8月11日注文開始
- figma R・ドロシー・ウェインライト：グッドスマイルカンパニー、2011年6月発売
- figma ロジャー・スミス：グッドスマイルカンパニー、2011年7月発売（受注生産商品）
- MAX合金 ビッグオー：グッドスマイルカンパニー、2011年8月発売
- MODEROID ビッグオー：グッドスマイルカンパニー、2023年4月発売